# 속사초등학교 계방분교
속사초등학교 계방분교는 대한민국 강원도 평창군 용평면 운두령로 486(노동리 320-10)에 있었던 공립 초등학교이다.

## 연혁
- 1963년 3월 1일 : 속사국민학교 계방분실 인가
- 1965년 3월 1일 : 속사국민학교 계방분교장 인가
- 1996년 3월 1일 : 속사초등학교 계방분교장 교명 변경
- 1998년 3월 1일 : 폐교 및 속사초등학교로 통합

## 폐교 이후
폐교 이후, 학교 교사와 부지는 1968년 12월 9일, 이 학교 2학년에 재학 중 발생한 울진·삼척 무장 공비 침투 사건에 의해 희생된 이승복 어린이를 기리기 위해 세워진 이승복기념관의 일부로 활용되고 있다.